# علم الطفيليات البيطرية
علم الطفيليات البيطرية (بالإنجليزية: Veterinary parasitology)‏ هي دراسة طفيليات الحيوانات، خاصة العلاقات بين الطفيليات والحيوانات المضيفة.
طفيليات الحيوانات الأليفة (الماشية والحيوانات المنزلية) بالإضافة للحيوانات البرية، يدرس علماء الطفيليات البيطرية نشأة وتطور الطفيليات في الحيوانات المضيفة، تصنيفها ونظاميتها بالإضافة إلى شكلها ودورة حياتها والاحتياجات المعيشية للطفيليات في البيئة وفي الحيوانات المضيفة.
باستخدام مجموعة متنوعة من أساليب البحث، يقوم البيطريون بتشخيص وعلاج ومنع الإصابات الطفيلية الحيوانية، البيانات التي يتم الحصول عليها من البحوث الطفيلية في الحيوانات تساعد الممارسة البيطرية وتحسن تربية الحيوان، ويبقى الهدف الرئيسي من علم الطفيليات البيطرية هو حماية الحيوانات وتحسين صحتها، ولكن بسبب انتقال عدد من طفيليات الحيوانات إلى البشر، يعد علم الطفيليات البيطرية مهماً أيضًا للصحة العامة.